# Andrew Harrison
Andrew Michael Harrison (San Antonio, Texas; 28 de octubre de 1994) es un baloncestista estadounidense que pertenece al Al-Arabi Doha de la liga de Catar. Con 1,98 metros de estatura, juega en las posiciones de base y escolta.

## Trayectoria deportiva

### Universidad
Harrison jugó dos temporadas con los Wildcats de la Universidad de Kentucky, en las que promedió 10,1 puntos, 3,8 asistencias y 2,7 rebotes por partido. El 9 de abril de 2015, Harrison junto con sus compañeros del equipo de Kentucky Devin Booker, Dakari Johnson, Trey Lyles, Karl-Anthony Towns, Willie Cauley-Stein y su hermano Aaron Harrison declararon su elegibilidad para el Draft de la NBA.

### Profesional
El 25 de junio de 2015, fue seleccionado en la posición número 44 del Draft de la NBA de 2015 por los Phoenix Suns, pero sus derechos fueron traspasados a los Memphis Grizzlies a cambio de Jon Leuer.
El 31 de octubre de 2015 es adquitido por los Iowa Energy de la NBA D-League, equipo afiliado a los Grizzlies. Jugó una temporada en la que promedió 18,5 puntos y 4,9 asistencias por partido.
En junio de 2016 disputó las ligas de verano con los Grizzlies de nuevo, equipo con el que firmó un contrato multianual el 12 de julio.
[actualizar]
En la temporada 2022-23, firma por el Merkezefendi Belediyesi Denizli  de la BSL turca.
El 30 de julio de 2023 se comprometió con el PAOK BC de la A1 Ethniki griega. Sin embargo no terminó la temporada con el equipo, ya que el 6 de febrero de 2024 se anunció su incorporación al Yalovaspor BK de la Basketbol Süper Ligi de Turquía.
[actualizar]

## Estadísticas de su carrera en la NBA

### Temporada regular
| Año     | Equipo    | PJ  | PT | MPP  | %TC  | %3P  | %TL   | RPP | APP | ROB | TPP | PPP |
| ------- | --------- | --- | -- | ---- | ---- | ---- | ----- | --- | --- | --- | --- | --- |
| 2016-17 | Memphis   | 72  | 18 | 20.5 | .325 | .276 | .763  | 1.9 | 2.8 | .7  | .3  | 5.9 |
| 2017-18 | Memphis   | 56  | 46 | 23.7 | .422 | .331 | .780  | 2.3 | 3.2 | .7  | .5  | 9.5 |
| 2018-19 | Memphis   | 1   | 0  | 5.0  | .500 | .000 | .000  | .0  | .0  | .0  | .0  | 2.0 |
| 2018-19 | Cleveland | 10  | 0  | 14.4 | .308 | .214 | 1.000 | 1.5 | 1.7 | .4  | .2  | 4.3 |
| Total   | Total     | 139 | 64 | 21.2 | .375 | .297 | .780  | 2.0 | 2.8 | .7  | .4  | 7.2 |

### Playoffs
| Año   | Equipo  | PJ | PT | MPP  | %TC  | %3P  | %TL  | RPP | APP | ROB | TPP | PPP |
| ----- | ------- | -- | -- | ---- | ---- | ---- | ---- | --- | --- | --- | --- | --- |
| 2017  | Memphis | 6  | 0  | 19.8 | .448 | .385 | .889 | 1.8 | 2.2 | .5  | .2  | 6.5 |
| Total | Total   | 6  | 0  | 19.8 | .448 | .385 | .889 | 1.8 | 2.2 | .5  | .2  | 6.5 |